# Frei
Frei var indtil 1. januar 2008 en selvstændig økommune i Nordmøre i Møre og Romsdal fylke i Norge, men er nu sluttet sammen med Kristiansund kommune . Den er omkranset i nord af Kristiansund, i øst ligger Tingvoll, i syd Gjemnes og i vest Averøy kommune.
Kommunesammenlægningen skete efter at det blev vedtaget i en folkeafstemning. I Frei blev resultatet 1.330 ja-stemmer og 1.252 nej-stemmer.
I Frei stod i 955 et vikingeslag ved Rastarkalv, mellem Håkon den gode og Erik Blodøkses sønner.

## Natur

### Topografi

#### Øer og holme
- Flatsetøya
- Husøya
- Hansøya (i Bolga)
- Fugløya (i Bolgsvaet)
- Rensvikholmen
- Amundøya
- Brattøya (i Frei)
- Flatøya
- Kattholmen
- Årholmen

#### Fjelde og åse
- Freikollen
- Ørnlia
- Flåhylla
- Breilia
- Kistfjellet
- Midtfjellet
- Hysåsen
- Storskarven

#### Søer
- Bolgvatnet
- Rensvikvatnet
- Drabovatnet
- Kjerringvatnet
- Setervatnet
- Litlvatnet («Lille Rensvikvatn»)